# Liste der österreichischen Kanzleramtsminister
Die Liste der österreichischen Kanzleramtsminister enthält die Kanzleramtsminister seit Gründung der Ersten Republik.

## Kanzleramtsminister der Republik Österreich

### Legende
- Nr.: chronologische Reihenfolge der Bundesminister
- Bundeskanzler: Name
- Lebensdaten: Geburts- und Sterbedatum mit Ortsangaben
- Partei: politische Herkunft des Bundesministers
  - Erste Republik
    -  CS  Christlichsoziale Partei
    -  LB  Landbund
    -  HB  Heimatblock
    -  VF  Vaterländische Front
    -  NSDAP  Nationalsozialistische Deutsche Arbeiterpartei

  - Zweite Republik
    -  ÖVP   ÖVP  Österreichische Volkspartei
    -  SPÖ  Sozialdemokratische Partei Österreichs (1945–1991: Sozialistische Partei Österreichs)
- Periode: Nummerierung der Amtsperioden eines Bundesministers, wenn diese nicht unmittelbar aufeinander folgten, arabisch, sonst die Kabinette (Regierungsmannschaften) römisch. Mit der jeweiligen Liste der Regierungsmitglieder verlinkt.
- Regierung: An erster Stelle wird die Kanzlerpartei angeführt, darauf folgen weitere in der Regierung vertretene Parteien.
- Amtszeit: Dauer der jeweiligen Amtsperiode. In der Ersten Republik sind Zeiten, in denen der zurückgetretene Kanzler mit der Fortführung der Geschäfte betraut wurde, inkludiert; in der Zweiten Republik sind solche Zeiten in Fußnoten eigens ausgewiesen.

### Liste
| Erste Republik (1918–1938)  | Erste Republik (1918–1938) | Erste Republik (1918–1938) | Erste Republik (1918–1938)                   | Erste Republik (1918–1938)                                                                   | Erste Republik (1918–1938) |
| Nr.                         | Bundesminister             | Partei                     | Periode                                      | Amtszeit                                                                                     | Ministerium |
| --------------------------- | -------------------------- | -------------------------- | -------------------------------------------- | -------------------------------------------------------------------------------------------- | --- |
| 1                           | Hermann Ach                | ?                          | Dollfuß (I)                                  | 20. Mai 1932 – 28. Sep. 1932                                                                 | Bundesminister, mit der sachlichen Leitung der Angelegenheiten der öffentlichen Sicherheit betraut |
| 2                           | Alfred Grünberger          | CS                         | Seipel (II, III)                             | 17. Apr. 1923 – 20. Nov. 1923                                                                | Bundesminister, mit der Führung der auswärtigen Angelegenheiten betraut |
| 3                           | Heinrich Mataja            | CS                         | Ramek (I)                                    | 20. Nov. 1924 – 24. Nov. 1926                                                                | Bundesminister mit der Führung der auswärtigen Angelegenheiten betraut |
|                             | Vinzenz Schumy             | LB                         | Schober (III) Dollfuß (I)                    | 26. Sep. 1929 – 30. Sep. 1930 10. Mai 1933 – 21. Sep. 1933                                   | Bundesminister für die sachliche Leitung der inneren Angelegenheiten (Schober) Bundesminister mit der sachlichen Leitung der Angelegenheiten der inneren Verwaltung und der wirtschaftspolitischen Angelegenheiten betraut (Dollfuß) |
| 4                           | Ignaz Seipel               | CS                         | Vaugoin                                      | 30. Sep. 1930 – 29. Nov. 1930                                                                | Bundesminister für die sachliche Leitung der auswärtigen Angelegenheiten (amtierend bis 4. Dez. 1930) |
| 5                           | Ernst Rüdiger Starhemberg  | HB / VF                    | Vaugoin Schuschnigg (I)                      | 30. Sep. 1930 – 29. Nov. 1930 17. Mai 1934 – 17. Okt. 1935 29. Okt. 1935 – 14. Mai 1936      | Bundesminister für die sachliche Leitung der inneren Angelegenheiten (Vaugoin, amtierend bis 4. Dez. 1930) Vizekanzler (1. Mai 1934 – 14. Mai 1936), 17. Mai 1934 – 17. Okt. 1935 und 29. Okt. 1935 – 14. Mai 1936 (Schuschnigg) mit der sachlichen Leitung der Angelegenheiten der körperlichen Ertüchtigung betraut 30. Juli 1934 – 17. Okt. 1935 (Schuschnigg) auch mit der sachlichen Leitung der Angelegenheiten des Sicherheitswesens betraut.                                                                   |
| 6                           | Franz Winkler              | LB                         | Ender Buresch (I)                            | 4. Dez. 1930 – 16. Juni 1931 20. Juni 1931 – 10. Mai 1933                                    | Bundesminister mit der sachlichen Leitung der inneren Angelegenheiten, ab 20. Juni 1931 der Angelegenheiten der inneren Verwaltung betraut (dann Vizekanzler) |
| 7                           | Franz Bachinger            | LB                         | Buresch (II) Dollfuß (I)                     | 4. Feb. 1932 – 10. Mai 1933                                                                  | Bundesminister, mit der sachlichen Leitung der Angelegenheiten der öffentlichen Sicherheit betraut, ab 6. Mai 1933 (unter Dollfuß) mit der sachlichen Leitung der Angelegenheiten der inneren Verwaltung betraut |
| 8                           | Emil Fey                   | HB / VF                    | Dollfuß (I, II) Schuschnigg (I)              | 10. Mai 1933 – 21. Sep. 1933 (dazwischen Vizekanzler Dollfuß II.) 1. Mai 1934 – 14. Mai 1936 | Bundesminister, mit der sachlichen Leitung der Angelegenheiten der öffentlichen Sicherheit betraut, ab 1. Mai 1934 mit der sachlichen Leitung der Angelegenheiten des Sicherheitswesens und der zum Wirkungsbereich der Abt. 4 gehörenden Angelegenheiten betraut, ab 30. Juli 1934 mit der sachlichen Leitung der Angelegenheiten der inneren Verwaltung betraut, ab 28. Sep. 1935 auch mit der sachlichen Leitung der Angelegenheiten der Bekämpfung staatsgefährlicher Bestrebungen in der Privatwirtschaft betraut |
| 9                           | Otto Ender                 | CS                         | Dollfuß (I, II) Schuschnigg (I)              | 19. Juli 1933 – 10. Juli 1934                                                                | Bundesminister, ab 20. Juli 1933 mit der sachlichen Leitung der Angelegenheiten der Verfassungs- und Verwaltungsreform betraut |
| 10                          | Robert Kerber              | CS                         | Dollfuß (II) Schuschnigg (I)                 | 21. Sep. 1933 – 14. Mai 1936                                                                 | Bundesminister, ab 23. Sep. 1933 mit der sachlichen Leitung der Angelegenheiten der inneren Verwaltung betraut ab 1. Mai 1934 (Schuschnigg) zusätzlich mit der sachlichen Leitung der Angelegenheiten der administrativen Angelegenheiten der Bundesanstalt für Statistik betraut |
| 11                          | Richard Schmitz            | CS                         | Dollfuß (II) Schuschnigg (I)                 | 16. Feb. 1934 – 10. Juli 1934                                                                | Bundesminister (vormals Vizekanzler und Bundesminister für soziale Verwaltung) |
| 12                          | Egon Berger-Waldenegg      | VF                         | Dollfuß (II) Schuschnigg (I)                 | 29. Juli 1934 – 14. Mai 1936                                                                 | Bundesminister, 3. Aug. 1934 – 17. Okt. 1935 und wieder ab 29. Okt. 1935 Bundesminister für die auswärtigen Angelegenheiten |
| 13                          | Odo Neustädter-Stürmer     | VF                         | Schuschnigg (I, III)                         | 10. Sep. 1934 – 17. Okt. 1935 6. Nov. 1936 – 20. März 1937                                   | Bundesminister mit der sachlichen Leitung der die Gesetzgebung über die berufsständische Neuordnung vorbereitenden Tätigkeit der Bundesministerien betraut (I.) Bundesminister mit der sachlichen Leitung der Angelegenheiten des Sicherheitswesens und der Vorbereitung der Gesetzgebung über die berufsständische Neuordnung betraut (III.) |
|                             | Eduard Baar-Baarenfels     | VF                         | Dollfuß (II) Schuschnigg (I)                 | 17. Okt. 1935 – 15. Mai 1936                                                                 | Bundesminister, ab 29. Okt. 1935 mit der sachlichen Leitung der Angelegenheiten des Sicherheitswesens und der inneren Verwaltung betraut |
|                             | Karl Buresch               | CS                         | Dollfuß (II) Schuschnigg (I)                 | 17. Okt. 1935 – 30. Jän. 1936                                                                | Bundesminister (vorher Bundesminister für Finanzen) |
| 14                          | Edmund Glaise-Horstenau    | VF (eig. NSDAP )           | Schuschnigg (II, III, IV)                    | 11. Juli 1936 – 11. März 1938                                                                | Bundesminister ab 6. Nov. 1936 (III.) mit der sachlichen Leitung der Angelegenheiten der inneren Verwaltung betraut ab 16. Februar 1938 (IV.) Bundesminister |
| 15                          | Hans Rott                  | - (eig. CS )               | Schuschnigg (IV)                             | 16. Feb. 1938 – 11. März 1938                                                                | Bundesminister |
|                             | Guido Schmidt              | NSDAP                      | Schuschnigg (IV)                             | 16. Feb. 1938 – 11. März 1938                                                                | Bundesminister für die Auswärtigen Angelegenheiten (davor seit 11. Juli 1936 St.Sekr. im BKA) |
|                             | Arthur Seyss-Inquart       | NSDAP                      | Schuschnigg (IV)                             | 16. Feb. 1938 – 11. März 1938                                                                | Bundesminister mit der sachlichen Leitung der Angelegenheiten der inneren Verwaltung und des Sicherheitswesens betraut (dann Bundeskanzler) |
|                             | Guido Zernatto             | Unabh.                     | Schuschnigg (IV)                             | 16. Feb. 1938 – 11. März 1938                                                                | Bundesminister |
| Zweite Republik (seit 1945) |                            |                            |                                              |                                                                                              | |
| Nr.                         | Bundesminister             | Partei                     | Periode                                      | Amtszeit                                                                                     | Ministerium |
| 16                          | Alois Weinberger           | ÖVP                        | Figl (I)                                     | 20. Dez. 1945 – 11. Jän. 1947                                                                | Bundesminister |
| 17                          | Karl Gruber                | ÖVP                        | Figl (I, II, III) Raab (I)                   | 20. Dez. 1945 – 26. Nov. 1953                                                                | Bundesminister für die Auswärtigen Angelegenheiten |
| 18                          | Erwin Altenburger          | ÖVP                        | Figl (I)                                     | 11. Jän. 1947 – 10. Okt. 1949                                                                | Bundesminister |
| 19                          | Leopold Figl               | ÖVP                        | Raab (I, II)                                 | 26. Nov. 1953 – 10. Juni 1959                                                                | Bundesminister für die Auswärtigen Angelegenheiten |
| 20                          | Ferdinand Graf             | ÖVP                        | Raab (II)                                    | 29. Juni 1956 – 15. Juli 1956                                                                | Bundesminister für Angelegenheiten der Landesverteidigung |
| 21                          | Bruno Kreisky              | SPÖ                        | Raab (III)                                   | 16. Juli 1959 – 31. Juli 1959                                                                | Bundesminister für die Auswärtigen Angelegenheiten |
| 22                          | Bruno Pittermann           | SPÖ                        | Raab (II, III, IV) Gorbach (I, II) Klaus (I) | 29. Juli 1959 – 19. Apr. 1966                                                                | Vizekanzler (seit 22. Mai 1957), mit der Leitung der Agenden der BKA – Verstaatlichte Unternehmungen (Sekt IV) betraut |
| 23                          | Vinzenz Kotzina            | ÖVP                        | Klaus (II)                                   | 19. Apr. 1966 – 6. Jun. 1966                                                                 | Bundesminister ohne Portefeuille (dann Bundesministerium für Bauten und Technik) |
| 24                          | Hertha Firnberg            | SPÖ                        | Kreisky (I)                                  | 21. Apr. 1970 – 26. Juli 1970                                                                | Bundesministerin ohne Portefeuille (dann Bundesministerium für Wissenschaft und Forschung) |
| 25                          | Ingrid Leodolter           | SPÖ                        | Kreisky (II)                                 | 4. Nov. 1971 – 2. Feb. 1972                                                                  | Bundesministerin ohne Portefeuille (dann Bundesministerium für Gesundheit und Umwelt) |
| 26                          | Franz Löschnak             | SPÖ                        | Sinowatz Vranitzky (I, II)                   | 18. Dez. 1985 – 2. Feb. 1989                                                                 | Bundesminister, bis 25. Nov. 1986 ab 21. Jan. 1987 (Vranitzky II.) Bundesminister für Gesundheit und öffentlicher Dienst (dann Bundesministerium für Inneres) |
| 27                          | Heinrich Neisser           | ÖVP                        | Vranitzky (II)                               | 1. Apr. 1987 – 24. Apr. 1989                                                                 | Bundesminister für Föderalismus und Verwaltungsreform |
|                             | Harald Ettl                | SPÖ                        | Vranitzky (II, III)                          | 2. Feb. 1989 – 1. Feb. 1991                                                                  | Bundesminister für Gesundheit und öffentlicher Dienst bis 9. Okt. 1990 (II., dann betraut bis 17.), ab 17. Dez. 1990 (III.) Bundesminister ohne Portefeuille (dann Bundesministerium für Gesundheit, Sport und Konsumentenschutz) |
| 28                          | Josef Riegler              | ÖVP                        | Vranitzky (II, III)                          | 24. Apr. 1989 – 22. Okt. 1991                                                                | Vizekanzler (bis 2. Juli 1991), Bundesminister für Föderalismus und Verwaltungsreform ab 2. Juli 1991 auch Bundesminister ohne Portefeuille |
| 29                          | Johanna Dohnal             | SPÖ                        | Vranitzky (III, IV)                          | 10. Jän. 1991 – 6. Apr. 1995                                                                 | Bundesministerin ohne Portefeuille, ab 8. Feb. 1991 Bundesministerin für Frauenangelegenheiten |
| 30                          | Jürgen Weiss               | ÖVP                        | Vranitzky (III)                              | 22. Okt. 1991 bzw. 7. Nov. 1991 – 29. Nov. 1994                                              | Bundesminister für Föderalismus und Verwaltungsreform |
| 31                          | Helga Konrad               | SPÖ                        | Vranitzky (IV), (V)                          | 6. Apr. 1995 – 28. Jän. 1997                                                                 | Bundesministerin für Frauenangelegenheiten |
| 32                          | Barbara Prammer            | SPÖ                        | Klima                                        | 28. Jän. 1997 – 4. Feb. 2000                                                                 | Bundesministerin ohne Portefeuille, ab 26. Feb. 1997 Bundesministerin für Frauenangelegenheiten und Verbraucherschutz |
| 33                          | Doris Bures                | SPÖ                        | Gusenbauer                                   | 1. März 2007 – 1. Jul. 2008                                                                  | Bundesministerin für Frauen, Medien und Regionalpolitik |
| 34                          | Gabriele Heinisch-Hosek    | SPÖ                        | Faymann (I)                                  | 2. Dez. 2008 – 15. Dez. 2013                                                                 | Bundesministerin ohne Portefeuille bis 21. Dez. 2008 ab 22. Dez. 2008 Bundesministerin für Frauen und Öffentlichen Dienst |
| 35                          | Josef Ostermayer           | SPÖ                        | Faymann (II) Kern                            | 16. Dez. 2013 – 18. Mai 2016                                                                 | Bundesminister für Verfassung und öffentlichen Dienst ab 1. März 2014 Bundesminister für Kunst und Kultur, Verfassung und öffentlichen Dienst ab 2. Sep. 2014 Bundesminister für Kunst und Kultur, Verfassung und Medien |
| 36                          | Thomas Drozda              | SPÖ                        | Kern                                         | 18. Mai 2016 – 18. Dez. 2017                                                                 | Bundesminister für Kunst und Kultur, Verfassung und Medien |
| 37                          | Gernot Blümel              | ÖVP                        | Kurz (I) Einstweilige Bundesregierung Löger  | 18. Dez. 2017 – 3. Jun. 2019                                                                 | bis 7. Jan. 2018 Bundesminister für Kunst, Kultur, Verfassung und Medien ab 8. Jan. 2018 Bundesminister für EU, Kunst, Kultur und Medien |
| 38                          | Juliane Bogner-Strauß      | ÖVP                        | Kurz (I) Einstweilige Bundesregierung Löger  | 8. Jän. 2018 – 3. Jun. 2019                                                                  | Bundesministerin für Frauen, Familien und Jugend; seit 22. Mai 2019 zusätzlich mit der Leitung des Bundesministeriums für öffentlichen Dienst und Sport betraut |
| 39                          | Ines Stilling              | Unabh.                     | Bierlein                                     | 3. Juni 2019 – 7. Jän. 2020                                                                  | zunächst Bundesministerin im Bundeskanzleramt ohne Portefeuille; ab 6. Juni 2019 Bundesministerin im Bundeskanzleramt mit den Agenden Frauen, Familien und Jugend |
| 40                          | Alexander Schallenberg     | Unabh.                     | Bierlein                                     | 6. Juni 2019 – 7. Jän. 2020                                                                  | ab 3. Juni 2019 Bundesminister für Europa, Integration und Äußeres; ab 6. Juni 2019 zusätzlich als Bundesminister im Bundeskanzleramt mit den Agenden für EU, Kunst, Kultur und Medien betraut |
| 41                          | Christine Aschbacher       | ÖVP                        | Kurz II                                      | 7. Jän. 2020 – 28. Jän. 2020                                                                 | zunächst Bundesministerin im Bundeskanzleramt ohne Portefeuille; ab 9. Jänner 2020 Bundesministerin für Familien, Jugend und Freiwilligenarbeit im Bundeskanzleramt |
| 42                          | Karoline Edtstadler        | ÖVP                        | Kurz II Schallenberg Nehammer Schallenberg   | 7. Jän. 2020 – 3. März 2025                                                                  | zunächst Bundesministerin im Bundeskanzleramt ohne Portefeuille; ab 9. Jänner 2020 Bundesministerin für EU, Kunst und Kultur im Bundeskanzleramt seit 29. Jänner: Bundesministerin für EU und Verfassung im Bundeskanzleramt |
| 43                          | Susanne Raab               | ÖVP                        | Kurz II Schallenberg Nehammer Schallenberg   | 7. Jän. 2020 – 3. März 2025                                                                  | zunächst Bundesministerin im Bundeskanzleramt ohne Portefeuille; ab 9. Jänner 2020 Bundesministerin für Frauen- und Gleichstellungspolitik, Volksgruppen und Kultus im Bundeskanzleramt ab 29. Jänner 2020 Bundesministerin für Frauen und Integration im Bundeskanzleramt ab 1. Februar 2021 Bundesministerin für Frauen, Familie, Jugend und Integration im Bundeskanzleramt ab 5. Jänner 2022 Bundesministerin für Frauen, Familie, Integration und Medien im Bundeskanzleramt                                      |
| 44                          | Eva-Maria Holzleitner      | SPÖ                        | Stocker                                      | 3. Mrz. 2025 – 31. März 2025                                                                 | Bundesministerin im Bundeskanzleramt ohne Portefeuille |
| 45                          | Claudia Plakolm            | ÖVP                        | Stocker                                      | 3. Mrz. 2025 –                                                                               | zunächst Bundesministerin im Bundeskanzleramt ohne Portefeuille ab 8. April 2025 Bundesministerin für Europa, Integration und Familie |